# Waschhaus Nointel (Val-d’Oise)

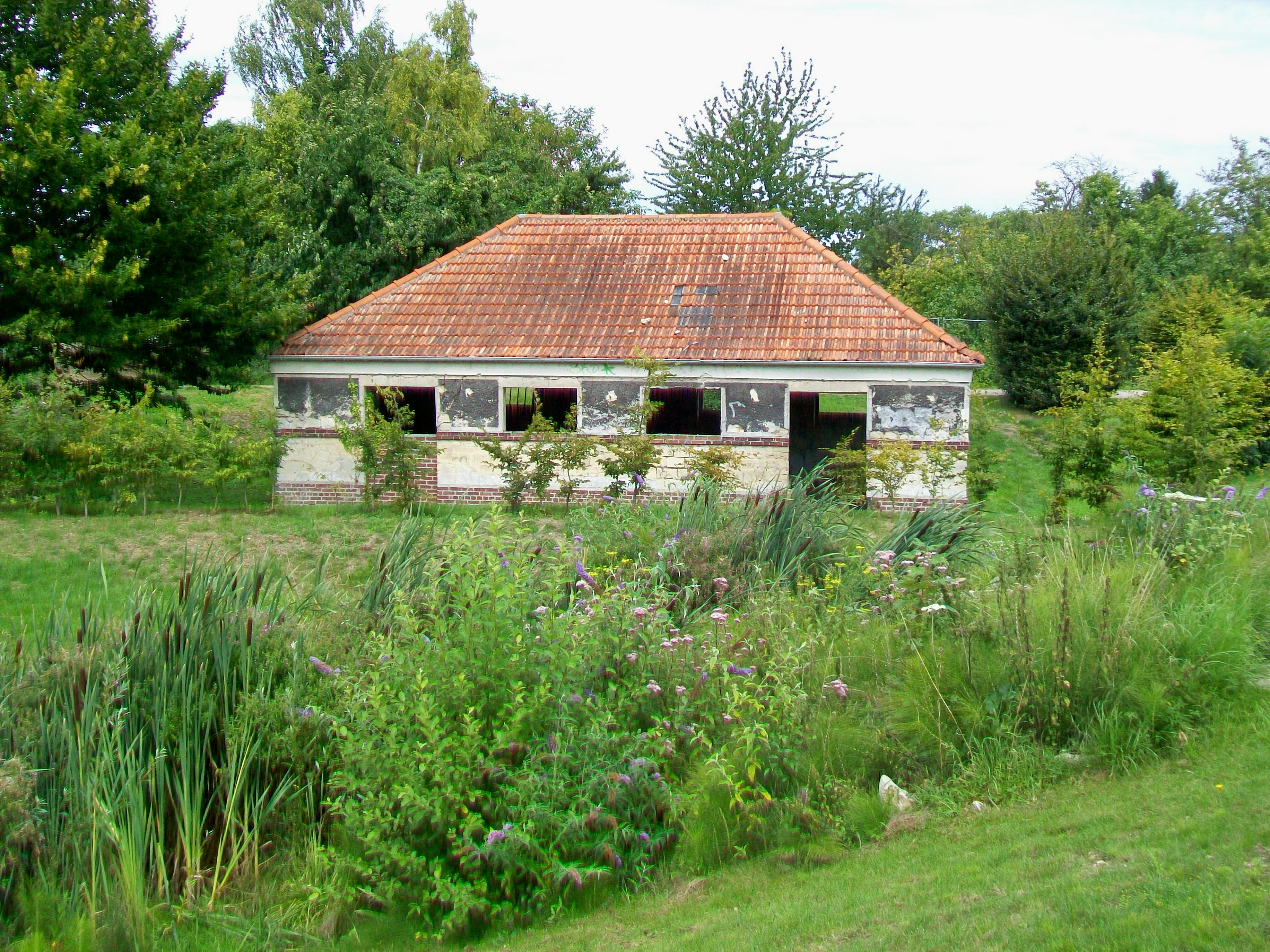
Waschhaus in Nointel

Das Waschhaus (französisch lavoir) in Nointel, einer französischen Gemeinde im Département Val-d’Oise in der Region Île-de-France, wurde Anfang des 20. Jahrhunderts errichtet. Das öffentliche Waschhaus, das von einem Walmdach gedeckt wird, steht an der Rue du Croissant.